# Phó tổng thống Iraq
Phó Tổng thống Iraq là vị trí trong bộ máy chính quyền như hiện nay, nhà nước Iraq có hai vị Phó Tổng thống hoặc Phó Chủ tịch. Chức vụ Phó Tổng thống chủ yếu mang tính nghi lễ nhưng có uy tín. Hiến pháp Iraq theo như "Phương châm Chuyển tiếp" nhằm tạo thành Chủ tịch Hội đồng (hoặc Hội đồng Tổng thống) bao gồm Tổng thống nền Cộng hòa và hai Phó Tổng thống phải giữ nhiệm vụ đồng loạt. Chủ tịch Hội đồng có ba thành viên với mục đích hòa giải ba nhóm lớn nhất của Iraq: người Ả Rập Hồi giáo Sunni, Ả Rập Hồi giáo Shiite và (chủ yếu là người Sunni) Kurd.
Là một đơn vị, Chủ tịch Hội đồng mang ý nghĩa tượng trưng cho sự đoàn kết của dân tộc. Sự sắp xếp này là do hiến pháp yêu cầu để tiếp tục cho đến khi Hội đồng Nghị viện bước vào phiên họp thứ hai. Vào thời điểm này, Chủ tịch Hội đồng sẽ được thay thế bởi một Tổng thống đơn độc của nền Cộng hòa, cũng sẽ có một cấp phó. Trong mọi trường hợp, cương vị Tổng thống sẽ được Hội đồng Nghị viện bổ nhiệm. Sự sắp xếp ba thành viên này là một cơ cấu có từ thời chính phủ lâm thời Iraq và chính phủ chuyển tiếp Iraq. Ngày 13 tháng 5 năm 2011 đã có ba Phó Tổng thống được bầu. Vào ngày 11 tháng 7 năm 2011, Adil Abdul al-Mahdi đã từ chức sau khi ông đệ đơn từ chức cho Tổng thống Jalal Talabani vào ngày 30 tháng 5 năm 2011.(Al-Aswat) (USA Today)

## Phó Tổng thống trong chế độ cũ
Chế độ cũ của Saddam Hussein cũng sử dụng chức danh Phó Tổng thống. Saddam tự đảm đương cương vị này vào năm 1979, khi ông thiết lập sự thống trị toàn bộ đất nước. Hardan al-Tikriti (1969-1970), Salih Mahdi Ammash và Taha Muhie-Eldin Marouf cũng từng giữ chức Phó Tổng thống. Người của Đảng Ba'ath gần đây nhất nắm giữ chức vụ này là Taha Yassin Ramadan từ năm 1991 đến 2003. 

## Danh sách Phó Tổng thống Iraq
| Tên                        | Hình | Sinh-Mất  | Từ                  | Đến                 | Đảng phái                      |
| -------------------------- | ---- | --------- | ------------------- | ------------------- | ------------------------------ |
| Ibrahim al-Jaafari         |      | 1947–     | 1 tháng 6 năm 2004  | 7 tháng 4 năm 2005  | Đảng Hồi giáo Daawa            |
| Rowsch Shaways             |      | 1947–2021 | 1 tháng 6 năm 2004  | 7 tháng 4 năm 2005  | Đảng Dân chủ Kurdistan         |
| Adil Abdul al-Mahdi        |      | 1942–     | 7 tháng 4 năm 2005  | 31 tháng 5 năm 2011 | Hội đồng Tối cao Hồi giáo Iraq |
| Ghazi Mashal Ajil al-Yawer |      | 1942–     | 7 tháng 4 năm 2005  | 22 tháng 4 năm 2006 | Iraqis                         |
| Tariq al-Hashimi           |      | 1942–     | 22 tháng 4 năm 2006 | 10 tháng 9 năm 2012 | Đảng Hồi giáo Iraq             |
| Khodair al-Khozaei         |      | 1947–     | 13 tháng 5 năm 2011 | Hiện tại            | Hội đồng Tối cao Hồi giáo Iraq |